# Brisa Hennessy
Brisa Hennessy, född 16 september 1999, är en costaricansk surfare.

## Karriär
Hennessy deltog vid OS 2020. 2019 tog hon guld vid de Panamerikanska spelen.